# V725 Sagittarii
V725 Sagittarii är en ensam stjärna i den södra  delen av stjärnbilden Skytten. Den har en minsta skenbar magnitud av 14,3 och kräver ett kraftfullt teleskop för att kunna observeras. Baserat på parallax enligt Gaia Data Release 2 på 0,157 mas beräknas den befinna sig på ett avstånd på ca 21 000 ljusår (ca 6 000 parsek) från solen. 

## Observation

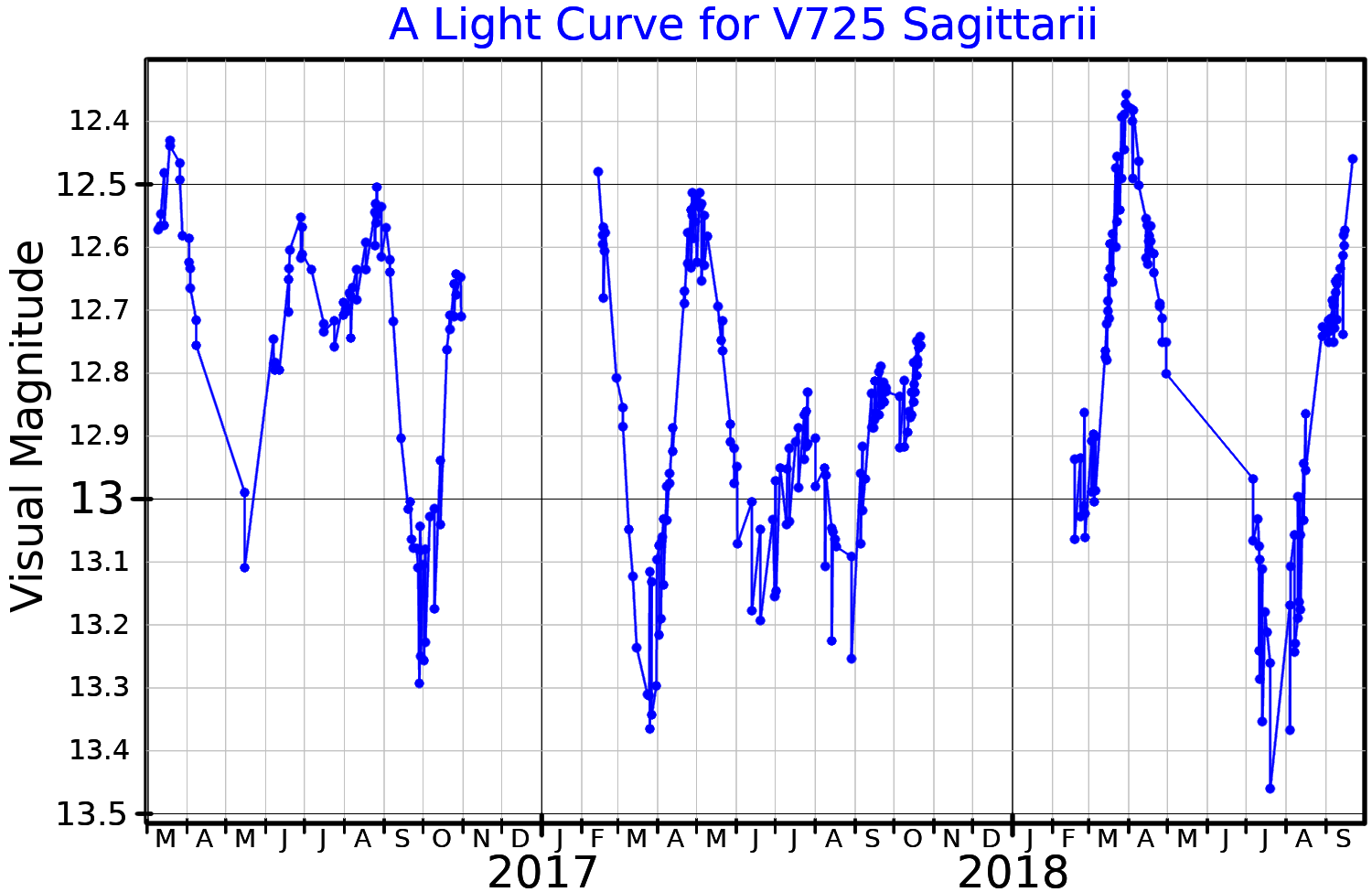
Ljuskurva i synliga bandet för V725 Sagittarii plottade från Percy (2020)

V725 Sagittarii noterades så sent som för ett sekel sedan vara en Population II Cepheid då dess förvandling dokumenterades av Henrietta Swope med början 1937. Det är en av de mest spännande och lärorika händelserna med variabel stjärna inom astronomin.
Före 1926 visade V725 Sagittarii att den var en oregelbunden variabel. Det blev sedan en Population II Cepheid som visar en regelbunden ljuskurva med en period på 12 dygn. Övervakning visade en gradvis ökning till en period på 21 dygn 1935, men visade inte en motsvarande förändring i ljusstyrka. Stjärnan ignorerades mestadels fram till 1967–68 då den sågs variera med 0,4 magnitud med en period på 50 dygn. Stadig observation därefter visade att stjärnan hade upplevt en termisk blixt och utförde en slinga på HR-diagrammet. Den förflyttade sig från den asymptotiska jättegrenen (AGB) till Cepheidinstabilitetsremsan och sedan tillbaka till AGB.
År 1973 uppskattades spektralklassen för V725 Sagittarii vara mellan F8 och G2 och liknar en superjätte typ Ib. År 1994 observerades det att den var G8 baserat på metallernas spektrallinjer och senare en F8 baserat på vätelinjerna. År 2006 rapporterades att V725 Sagittarii år 2000 var en tidig M-stjärna med emissionslinjer. År 2010 uppskattades spektraltypen från dess färger och andra egenskaper till K4 III, men möjligen sen K.

## Egenskaper
V725 Sagittarii är en orange till gul jättestjärna av spektralklass av K4 III. Den har en massa motsvarande ca 4,25 solmassor och har en effektiv temperatur av ca 4 400 K.